# 新竹客運楊梅站
亞通客運楊梅站，原名新竹客運楊梅站，是亞通客運向新竹客運租用設於桃園市楊梅區楊新北路3號，的場站（部分車位與捷乘客運共用），與中壢站、龍潭站的分類同為中壢地區。
旅客可搭乘各路線前往：
- 桃園市：中壢區、平鎮區、新屋區、龍潭區
- 新竹縣：新埔鎮、湖口鄉

## 沿革
新竹客運楊梅站原設於大平街上，現有站體前身為台汽楊梅站由著名建築師蔡柏鋒設計。民國94年3月16日新竹客運楊梅站將前新屋站場地（在桃園市新屋區中華南路.現為亞通客運新屋調度站）納入管理。於2013年底時將新屋站的部份停車場租給了桃園客運新屋站，已解決桃園客運新屋站腹地太小，車輛不夠停放的問題。2023年1月1日，與中壢總站（南站）業務合併，並改名為新竹客運中壢總站。2024年1月1日因新竹客運退出桃園市公車營運本站體連同新屋站一起由亞通客運租用接手。

### 台汽楊梅站
民國五十六年四月在大同里楊新北路三號原啟信公司址改建楊梅站大廈，辦理業務及車輛調度等工作，佔地面積1,500坪。

## 月台

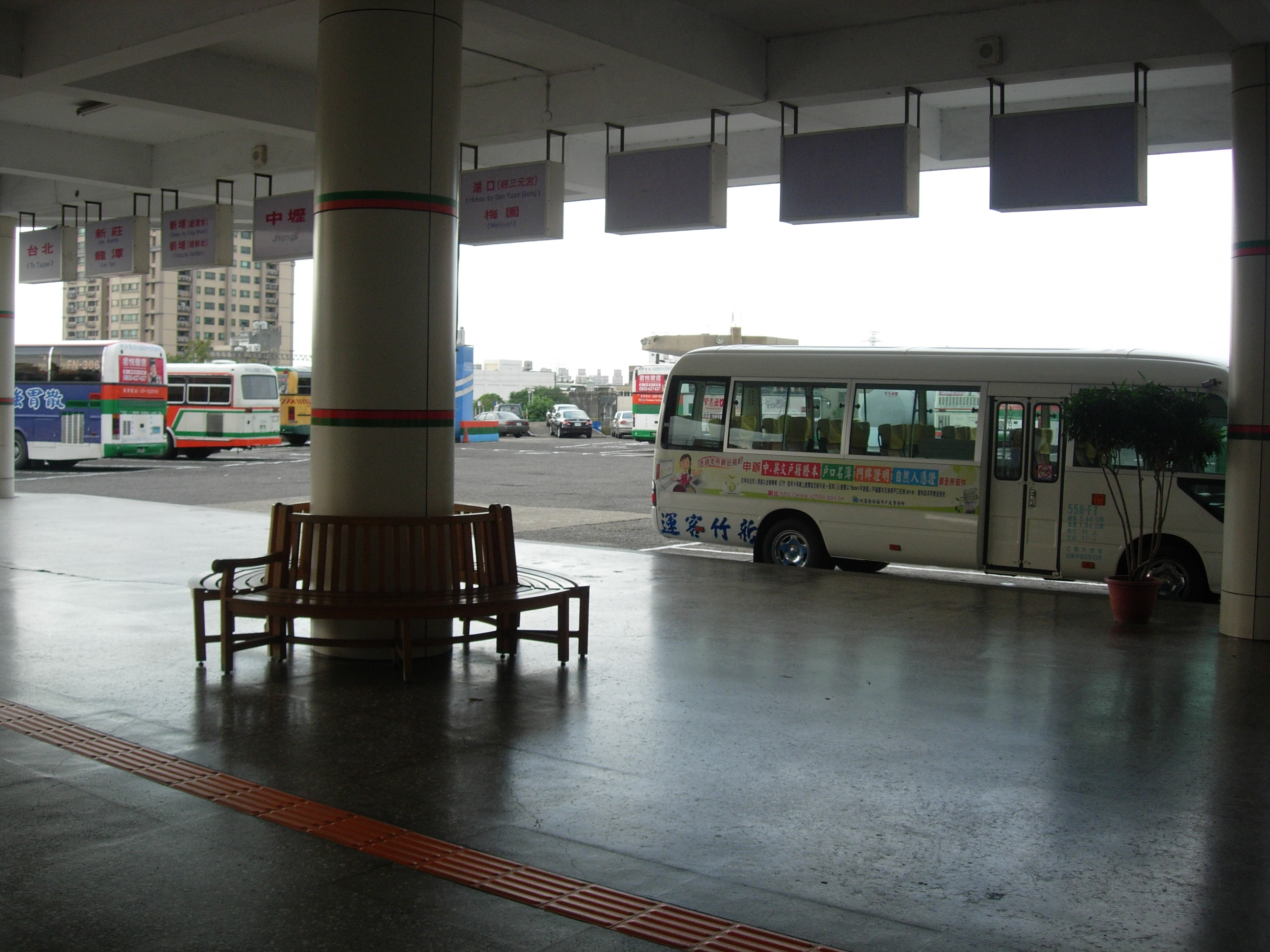
楊梅站月台

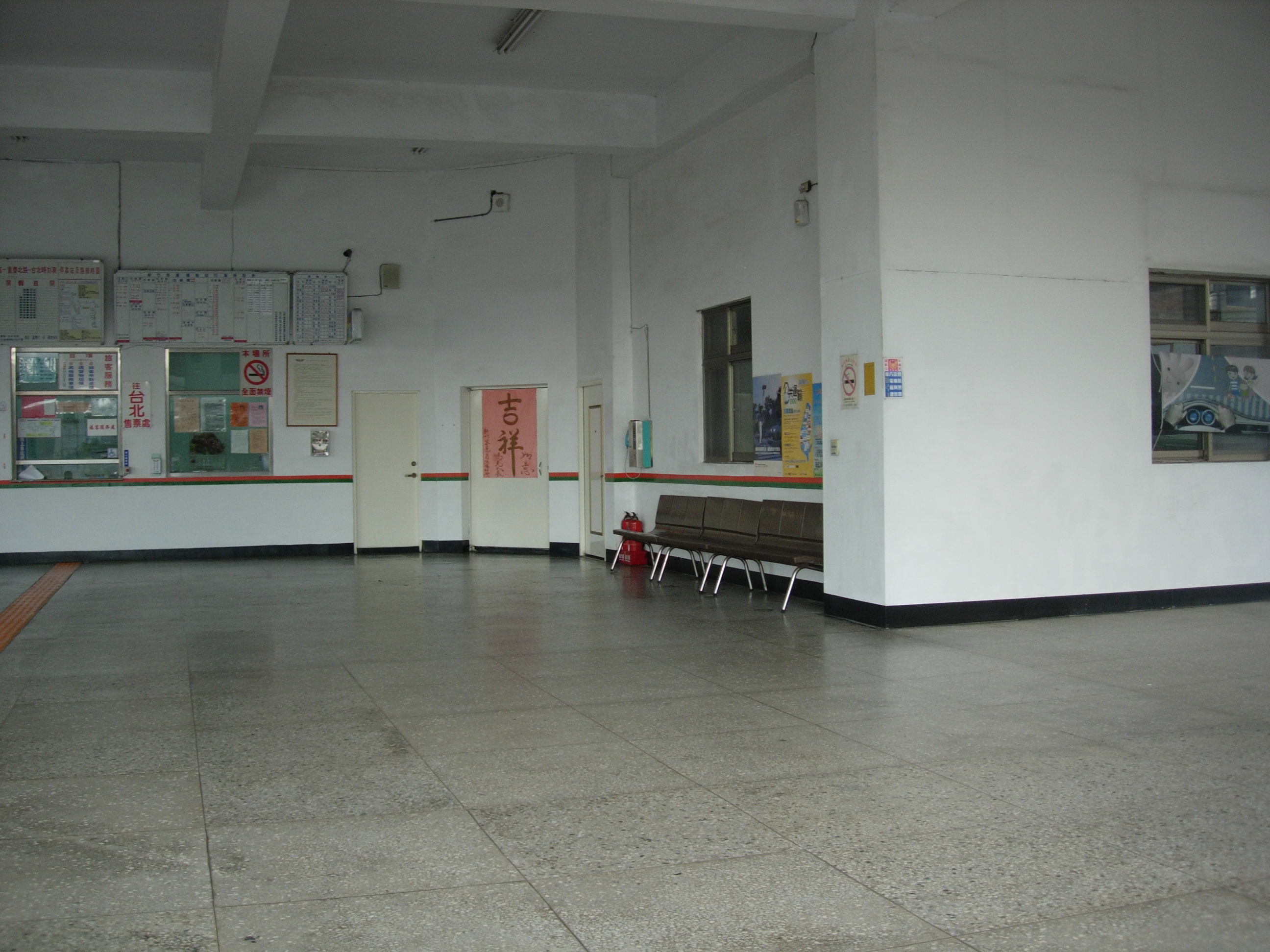
楊梅站大廳

楊梅站內月台指示牌分別如下：
- 台北
- 龍潭
- 新埔（經清水）　新埔（經新北）
- 中壢
- 湖口（經三元宮）　梅園

## 行駛路線

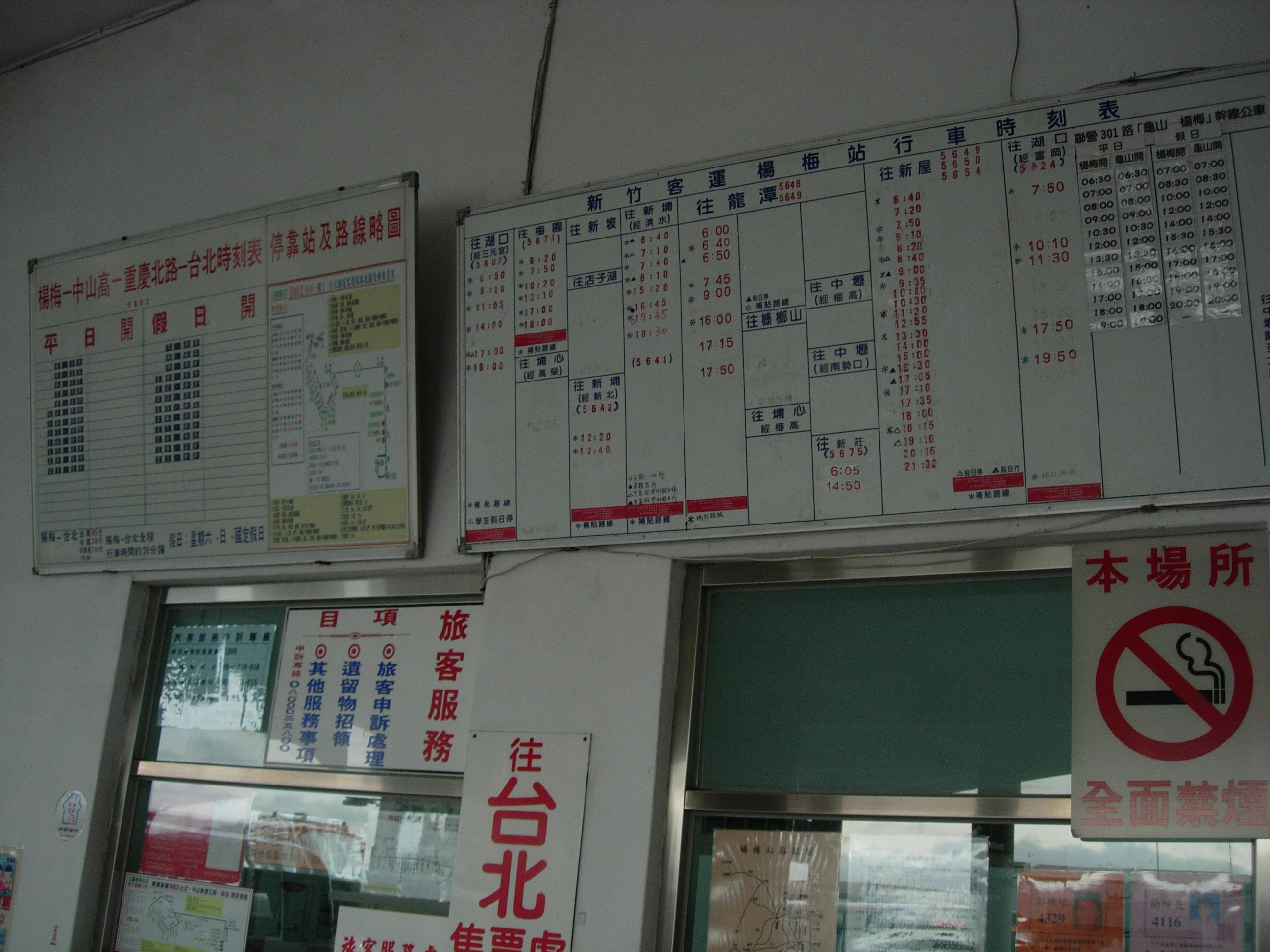
楊梅站時刻表

- 桃園市區公車（2024年1月1日起由亞通客運接駛）：

- - 5607 湖口─楊梅（經二湖）
部分班次使用低底盤公車
  - 5623 楊梅─捷運環北站（經縱中壢車站）
部分班次使用低底盤公車
  - 5623A 楊梅─中壢
部分班次使用低底盤公車
  - 5623B 楊梅─捷運環北站（經縱中豐路）
部分班次使用低底盤公車
  - 5624 中壢─湖口（經楊梅）
部分班次使用低底盤公車
註：本路線須至楊梅火車站或楊梅火車站(楊新路)站牌搭乘
  - 5648 龍潭─楊梅（經縱貫路）
部分班次使用低底盤公車
  - 5649 龍潭─新屋（經楊梅）
部分班次使用低底盤公車
註：本路線須至楊梅火車站或楊梅火車站(楊新路)站牌搭乘
  - 5650 新屋─楊梅
部分班次使用低底盤公車
  - 5650A 新屋─楊梅（繞行新屋高中）
部分班次使用低底盤公車
  - 5652 楊梅─東流里
部分班次使用低底盤公車
  - 5654 中壢─新屋（經楊梅）
部分班次使用低底盤公車
註：本路線須至楊梅火車站或楊梅火車站(楊新路)站牌搭乘
  - 722 楊梅─三重（經國道一號）
  - 722A 楊梅─三重（經國道一號、長庚醫院）
- 幸福巴士 （2025年1月1日起由捷乘客運開辦）：
  - 清水幹線 新埔─楊梅（經清水）
部分班次使用低底盤公車
  - 南環幹線 湖口─楊梅（經北坑口、新埔）
部分班次使用低底盤公車

## 時刻
- 5623路線往中壢班次最多

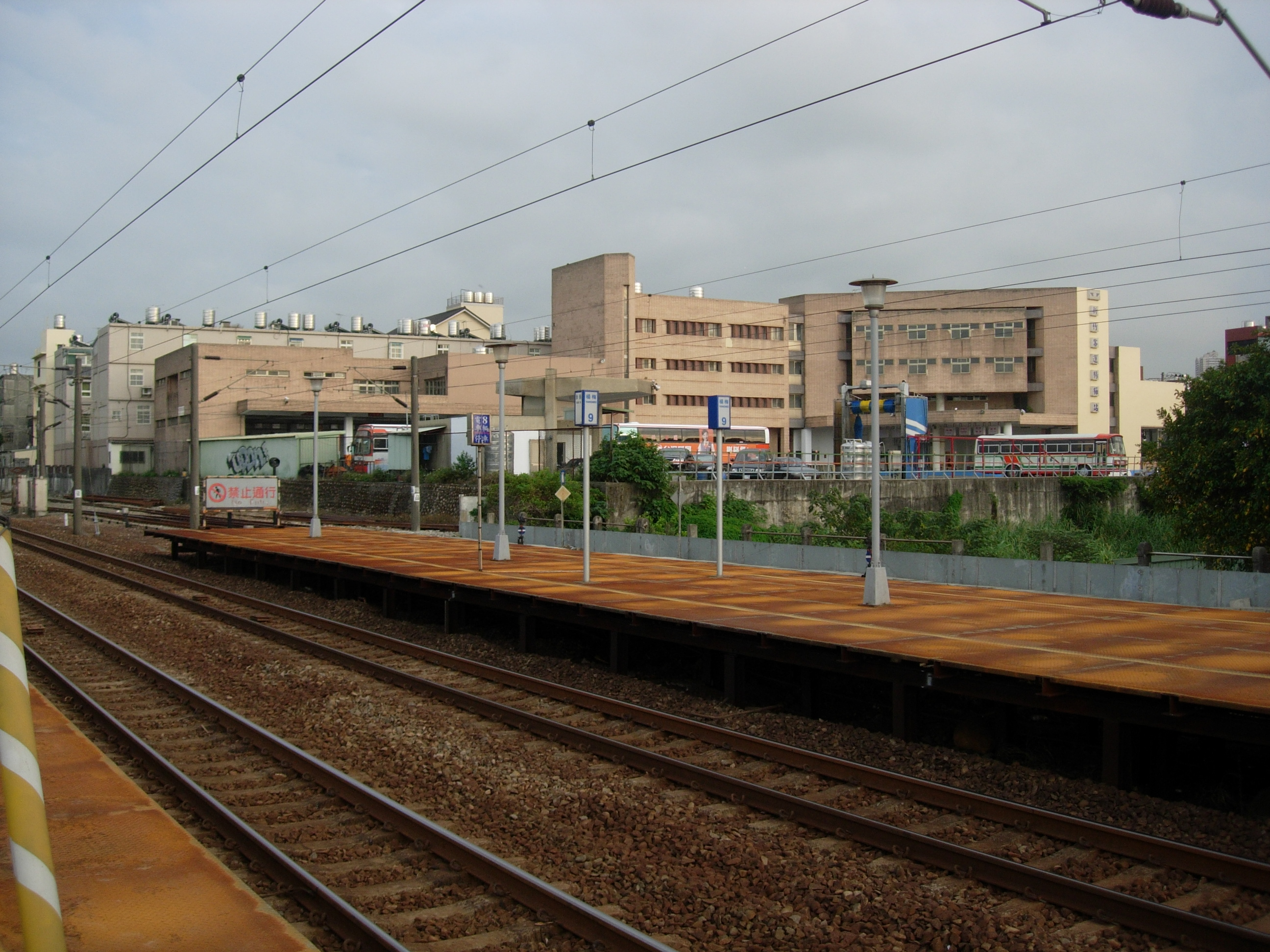
台鐵月台上所見之楊梅站

- 5649、5650、5654三條路線往新屋班次之

其他路線皆有定時行駛

## 車站週邊
- 台鐵楊梅站
- 楊梅市區
- 楊明國中
- 大同國小

## 資料來源
1. ↑  楊梅站地址 的存檔，存档日期2011-12-24.
2. ↑  楊梅鎮志 243頁
3. ↑  楊梅站時刻表 的存檔，存档日期2011-12-24.

## 外部連結
- 新竹客運公司 （页面存档备份，存于）